# Лобусев, Александр Вячеславович
Ло́бусев Александр Вячеславович (род. 8 мая 1954, Москва) — советский и российский учёный, геолог, специалист в области поисков, разведки и разработки месторождений нефти и газа, доктор наук.

## Биография
Лобусев Александр Вячеславович, родился 8 мая 1954 года в г. Москве. В 1980 году окончил факультет геологии, геофизики и геохимии нефти и газа Московского института нефтехимической и газовой промышленности имени И. М. Губкина по специальности горный инженер-геолог.
После окончания института работал в нём на различных должностях: инженера, младшего научного сотрудника руководителя отраслевой лаборатории «Проблем нефтегазопоисковой геологии», зам. декана геологического факультета, зам. проректора по научной работе вплоть до 1994 года. С 1994 по 1995 работал в ОАО ТД «ЛУКОЙЛ» в должности главного специалиста; с 1995 по 1996 работал в ЗАО «СибГео» заместителем генерального директора; с 1996 по 2000 г. в ЗАО «Валдайгеология» на должности генерального директора.
С 2000 года по настоящее время работает в Российском государственном университете нефти и газа (НИУ) имени И. М. Губкина на должностях: доцент, профессор, советник ректора по вопросам научно-технического развития, с 2006 года заведующий кафедрой промысловой геологии нефти и газа (с 2008 г. по настоящее время по совместительству), с 2008—2018 декан факультета геологии и геофизики нефти и газа, с 2018 по настоящее время проректор по исследованиям и развитию технологий ресурсной базы ТЭК.[значимость факта?]
В 1985 году защитил кандидатскую диссертацию по теме: «Палеотектонические условия формирования подсолевой структуры северо-восточной части Прикаспийской синеклизы в связи с поисками скоплений углеводородов».[значимость факта?] В 2004 году защитил докторскую диссертацию по теме: «Рифтогенез и нефтегазоносность верхнего протерозоя европейской части России»[значимость факта?], в 2005 г. присуждена учёная степень доктора геолого-минералогических наук.
Жена — Светлана Евгеньевна Лобусева (в девичестве — Маркова), окончила геологический факультет Губкинского института, кандидат геолого-минералогических наук.[значимость факта?]
Сын — Михаил Александрович Лобусев, 1979 года рождения, окончил тот же университет, с 2009 года работает на кафедре общей и нефтегазопромысловой геологии, кандидат технических, доктор геолого-минералогических наук, профессор.

## Научная деятельность
Автор более 180 научных работ, участник международных и всероссийских конференций, патентообладатель изобретения «Способ разработки месторождений нефти и газа», в соавторстве 2013 г. Член редакционных коллегий журналов «Защита окружающей среды в нефтегазовом комплексе», «Научный журнал Российского газового общества».[значимость факта?]
Выступал в роли эксперта по нефтегазовой отрасли Российской Федерации в различных радио- и телепрограммах[значимость факта?], в сентябре 2012 года делал доклад «Состояние и перспективы развития минерально-сырьевого комплекса Ямала и прилегающих Арктических зон» Президенту РФ В. В. Путину.
Председатель Совета Д212.200.02 по защите докторских диссертаций с 2012 г. Председатель учебно-методического совета по геологии нефти и газа Федерального учебно-методического объединения с 2017—2020 гг.

## Почетные звания
- Заслуженный геолог РФ 2020 г.[8]
- Лауреат премий Научно-технического общества нефтяников и газовиков им. академика И. М. Губкина (2004, 2012)
- Почётный разведчик недр России, 2009 г.
- Почётное звание «Заслуженный работник высшей школы», 2015 г.
- Почётный выпускник РГУ нефти и газа имени И. М. Губкина, 2018 г.
- Почётный работник энергетического комплекса Казахстана, 2021 г.
- Заслуженный работник РГУ нефти и газа имени И. М. Губкина, 2014 г.[1]
- «Лучший учёный 2019 года» Губкинского университета[9]

## Избранные публикации
- Лобусев А.В., Высоцкий В.И., Мартынов В.Г., Скоробогатов В.А. Сланцевые углеводороды осадочных бассейнов мира. — Издательство РГУ нефти и газа (НИУ) имени И.М. Губкина, 2023. — 324 с. — 300 экз.
- Лобусев А.В., Скоробогатов В.А. Парадоксы и парадигмы развития нефтегазовой геологии и минерально-сырьевой базы добычи углеводородов России. Исторические аспекты и современность. — НТС "Вести газовой науки" №1, 2023. — 2023. — С. 115-126. — 300 экз.
- Лобусев А.В., Морозова А.З. Геологическое моделирование в программном обеспечении Petrel. Учебное пособие.. — М.: Издательский центр РГУ нефти и газа имени И. М. Губкина, 2020.
- Лобусев А.В., Брагин Ю.И., Кузнецова Г.П. Нефтегазопромысловая геология. Залежи углеводородов в динамическом состоянии и геолого-промысловый мониторинг их разработки. Учебное пособие. — М.: Российский государственный университет нефти и газа (НИУ) имени И. М. Губкина, 2019. — 447 с. — 500 экз.
- Лобусев А.В. Геолого-промысловые основы моделирования залежей нефти и газа. Учебник. — 2017. — 333 с. — 500 экз.
- Лобусев А.В., Лобусев М.А., Страхов П. Н.,. Методика комплексной интерпретации сейсморазведки 3Д и бурения с целью построения геологических моделей залежей углеводородов. Учебник. — Недра, 2012. — 101 с.
- Лобусев А.В. Геолого-промысловые основы моделирования залежей нефти и газа. Учебник. — 2010. — 248 с. — 500 экз.
- Лобусев А.В., Лобусев М.А., Назарова Л.Н. Моделирование разведки и разработки виртуального нефтегазового месторождения. Учебное пособие. — НЕДРА, 2008. — 152 с.
- Лобусев А.В. Геология и нефтегазоносность позднепротерозойских рифтовых систем европейской части России. — Монография , М., ИРЦ ВИНИТИ, 2003. — 156 с. — 1000 экз.
- Лобусев А.В., Бэмбеев В. А., Мартовский Г. В., Рябухина С.Г., Немцов Н.И. Палеоструктурная модель додевонских отложений юго-западной части Прикаспийской впадины // Породы-коллекторы на больших глубинах. — М. : Наука, Недра, 1990.

Публикуется в журналах «Территория нефтегаз», «Геология нефти и газа», «Газовая промышленность», «Нефтегазовая геология и геофизика», «Нефть, газ и бизнес», «Нефтяная провинция», «Технологии сейсморазведки», «Геология, геофизика и разработка нефтяных и газовых месторождений», «Защита окружающей среды в нефтегазовом комплексе» и других[каких?].[значимость факта?]